# هامبتون (نيويورك)
هامبتون (بالإنجليزية: Hampton, New York)‏ هي بلدة أمريكية تقع في الولايات المتحدة في مقاطعة واشنطن، نيويورك. يقدر عدد سكانها بـ 938 نسمة ومساحتها 58.6 كم2 وترتفع عن سطح البحر 193 متر.

## أعلام
- نيلسون ر. نورتن
- إد دونيلي
- ويليام ميلر